# René Metge
  René Metge    (Montrouge, 23 d'octubre de 1941 - Longjumeau, 3 de gener de 2024) fou un pilot d'automòbils francès que va participar en proves tant de circuit com de ral·lis. Va ser guanyador del Ral·li Dakar en tres ocasions. El 1984 va ser el conductor del primer Porsche que va participar al Dakar i va guanyar. També va guanyar les 24 hores de Le Mans de camions en 1983. És el fundador d'alguns coneguts raids, com el Ral·li Masters, posteriorment rebatejat a Ral·li d'Orient.

## Palmarès
- Vencedor del Ral·li Dakar en 1981 (Land Rover), 1984 (Porsche) i 1986 (Porsche)[1]
- 3 vegades campió del Campionat de França de superturismes
- Vencedor de les 24 Hores de Le Mans de camions en 1983